# Szent Száva-templom
A Szent Száva-templom (szerbül Храм светог Саве / Hram Svetog Save) egy szerb ortodox templom Belgrád központjában, Vračar kerületben. A világ egyik legnagyobb ortodox temploma, amely egyben a világ legnagyobb egyházi épületei közé tartozik. 
A templom alapítója és névadója Szent Száva, a középkori Szerbia és a szerb ortodox egyház jelentős alakja. A vračari fennsíkon épült, ahol Száva földi maradványait Koca Szinán pasa oszmán nagyvezír 1595-ben elégette. Belgrád legmonumentálisabb épülete, a városkép jellegzetessége.

## Története
A belgrádi Szent Száva-templom a legnagyobb ortodox templomépület a világon. A szerb ortodox egyház alapítójáról, Szent Száváról nevezték el és neki is szentelték. Építése 1985-ben kezdődött és 2004-re a munkálatok nagy része be is fejeződött. A templom belső tere, illetve annak dekorációja az ami mind a mai napig befejezetlen maradt. Méreteit tekintve 91 méter hosszú és 81 méter széles, 70 méter magas, a kupolán található aranyozott kereszt pedig 12 méter. Alapterülete 3500 m2.
A Szent Száva-templom építésének ötlete először 1895-ben merült fel, helyszínnek pedig a Belgrád középpontjában található Vračar-fennsíkot választották, mégpedig azért, mert Koca Szinán pasa oszmán nagyvezír 1595-ben ott égette el Szent Száva földi maradványait, valamint a szerb ortodox egyház alapítójának ereklyéit. A munkálatok elkezdése az 1912-1913. évi balkáni háború, majd az első világháború kitörése miatt ugyancsak tovább halasztódott. 1935-ben elkezdték az építkezéseket, ezúttal azonban a második világháború kirobbanása szólt közbe. 1985-ben folytatódhatott csak az építkezés, miután a helyszínt újból felszentelték. Az 1989-ben helyezték rá az épületre a 4 tonna súlyú kupolát, amely a város minden oldaláról látható, Belgrád egyik jelképének számít.
1992-ben az időközben államosított templom majdhogy nem teljes egészében elkészült, azonban ezúttal a délszláv háború kitörése akadályozta ezt meg.
A 2003-ban meggyilkolt Zoran Đinđić szerb miniszterelnököt itt ravatalozták fel.
2015-ben a tervek szerint 15 000 négyzetmétert mozaikkal vontak volna be. Az orosz elnök rendelete szerint ez az Oroszországi Föderáció adományaképpen jöhetett volna létre, a munkálatok előreláthatólag tíz évig tartanának.

## Galéria

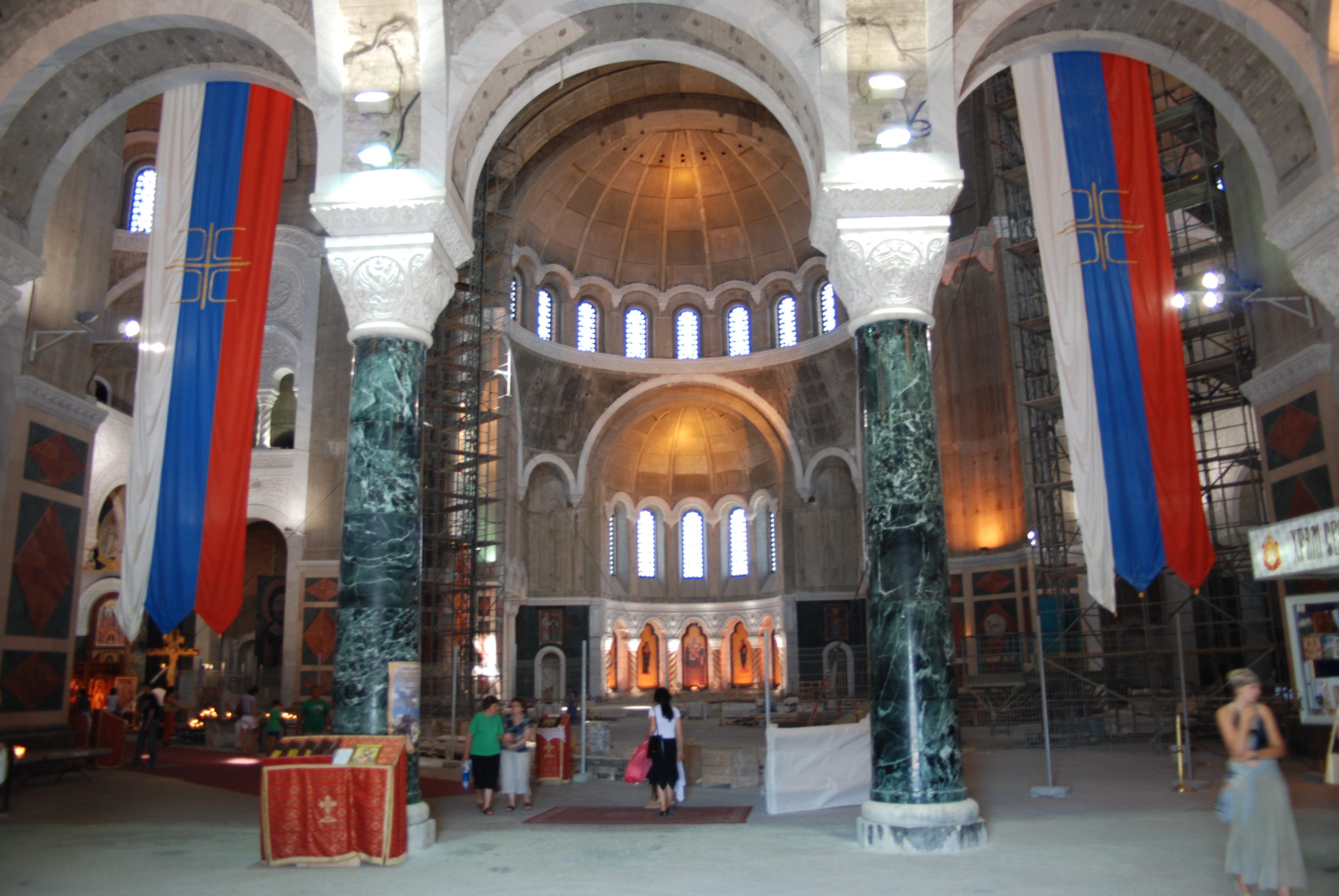
A templom belseje (befejezetlen)
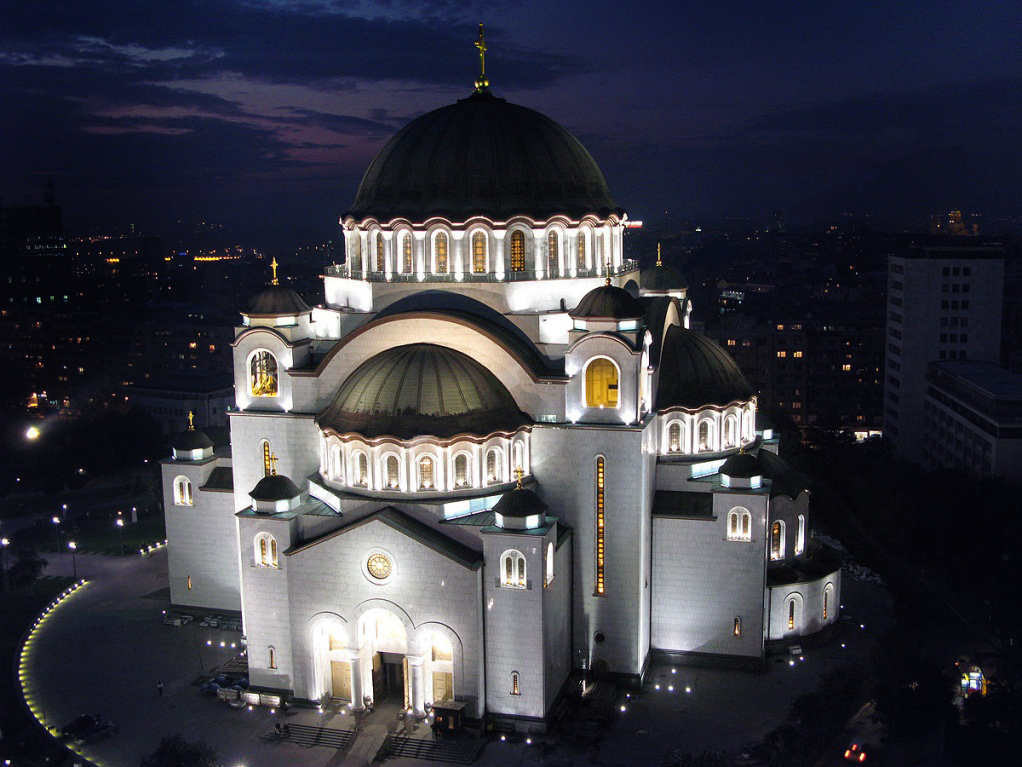
Éjszakai légifelvétel
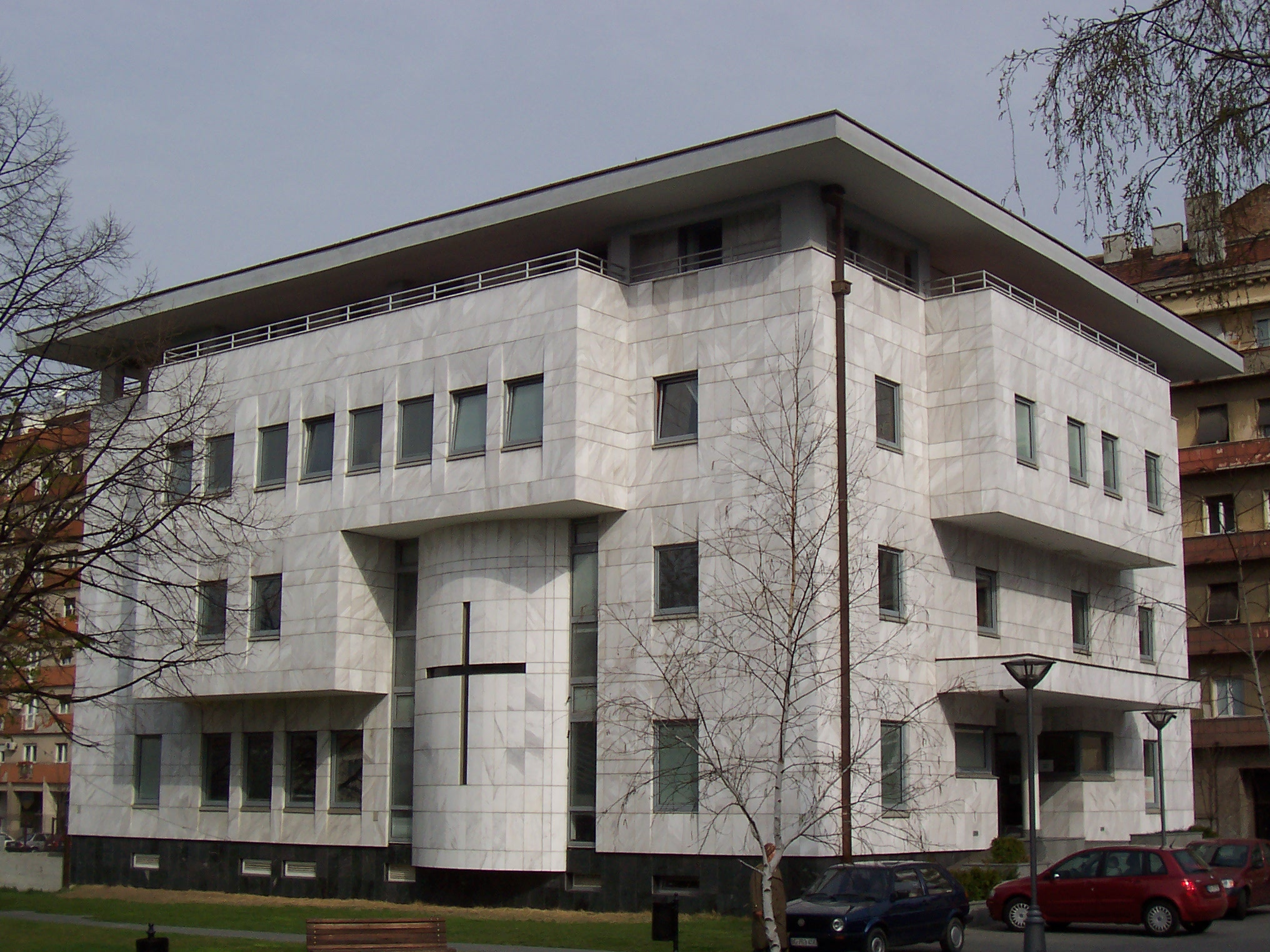
A plébánia otthona
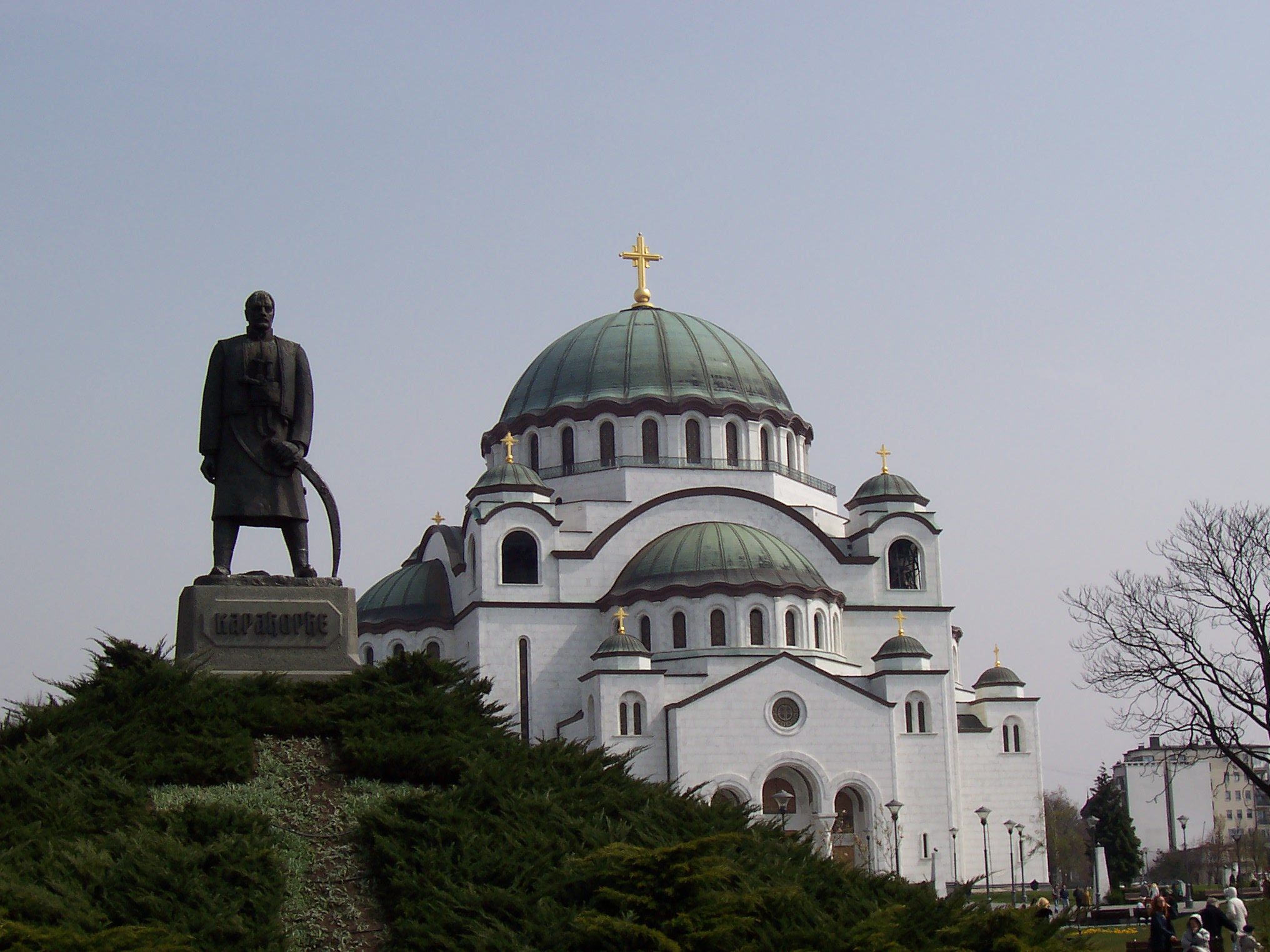
A Petrović Đorđe Karađorđe emlékmű
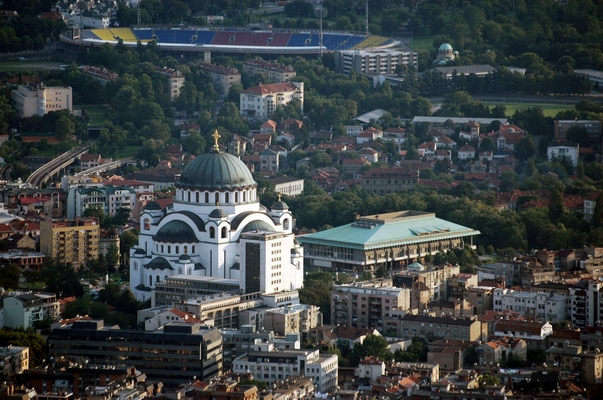
A Szent Száva-templom és a Szerb Nemzeti Könyvtár
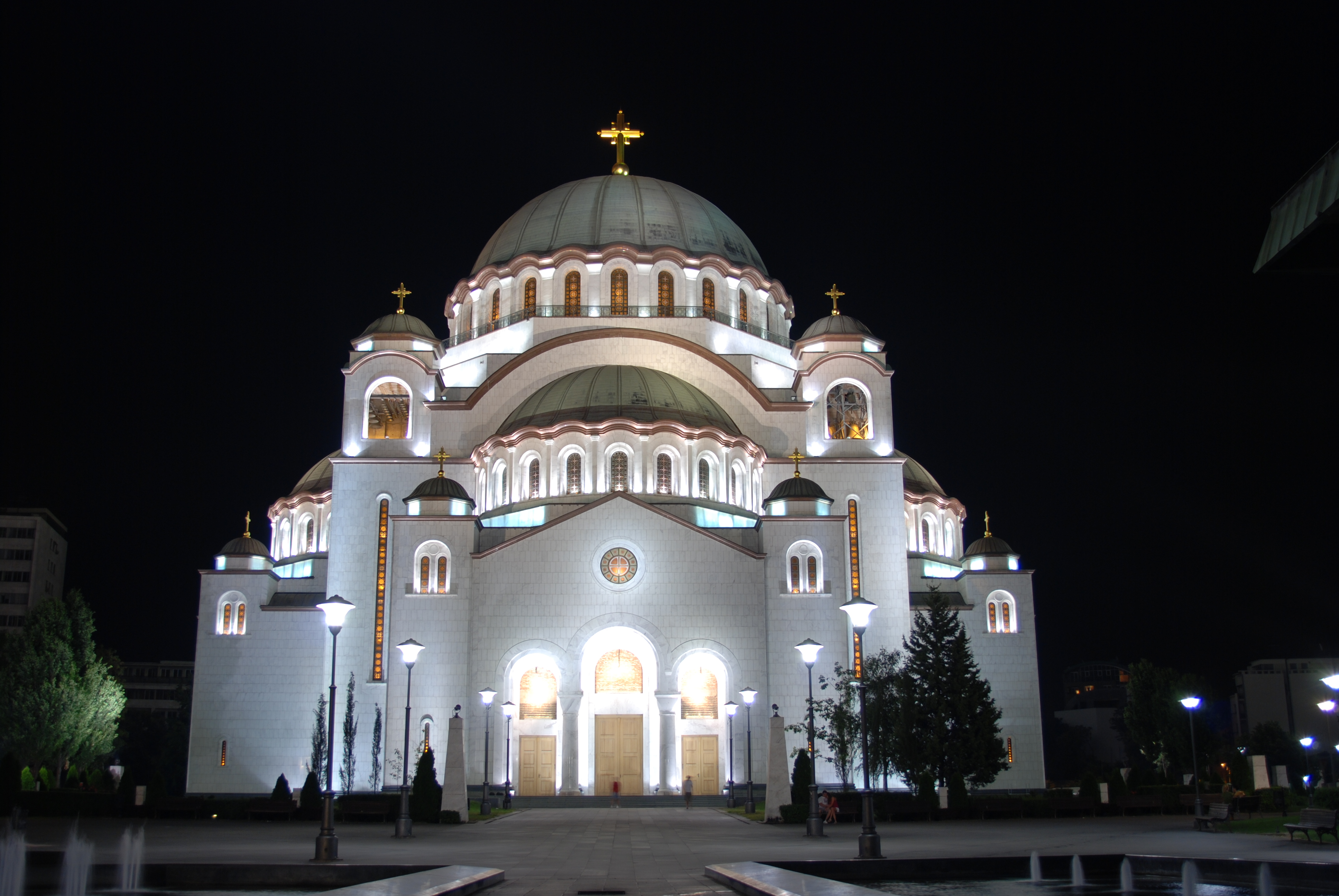
A templom éjjel

## Külső hivatkozások
- Hivatalos honlap
- Webcam